# ماوسون ۴۴۵۶
سیارک ۴۴۵۶ (به انگلیسی: 4456 Mawson، نامگذاری:1989OG) چهار هزار و چهارصد و پنجاه و ششمین سیارک کشف شده‌است که در ۲۷ ژوئیه ۱۹۸۹ کشف شد.
قدر مطلق سیارک برابر ۱۳٫۴۰ است.